# 栋夫龙昂香槟
栋夫龙昂香槟（法語：Domfront-en-Champagne，法語發音：[dɔ̃fʁɔ̃ ɑ̃ ʃɑ̃paɲ]）是法国萨尔特省的一个市镇，属于马梅尔斯区。

## 地理
栋夫龙昂香槟（48°6'17"N, 0°1'41"E）面积20.97 平方千米，位于法国卢瓦尔河地区大区萨尔特省，该省份为法国西北部内陆省份，北起顺时针与奥恩省、厄尔-卢瓦省、卢瓦-谢尔省、安德尔-卢瓦尔省、曼恩-卢瓦尔省和马耶讷省接壤，是法国大西部的入口，连接卢瓦尔河谷、布列塔尼和巴黎盆地。
与栋夫龙昂香槟接壤的市镇（或旧市镇、城区）包括：艾涅、拉沙佩勒圣弗赖、孔利、屈尔、拉瓦尔丹、拉米莱斯。
栋夫龙昂香槟的时区为UTC+01:00、UTC+02:00（夏令时）。

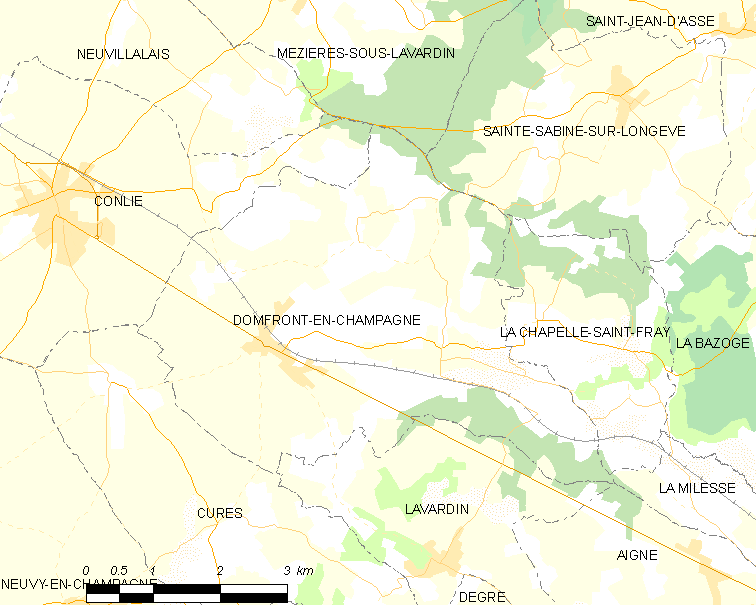
栋夫龙昂香槟的OSM定位图

## 行政
栋夫龙昂香槟的邮政编码为72240，INSEE市镇编码为72119。

## 政治
栋夫龙昂香槟所属的省级选区为卢埃县。

## 人口

1962-2008年间栋夫龙昂香槟人口变化图示

栋夫龙昂香槟于2022年1月1日时的人口数量为1062人。